# Front zokludowany

Symbol frontu zokludowanego

Front zokludowany (łac. ocludo, zamykać) – jeden z trzech rodzajów frontów atmosferycznych. Stanowi on kombinację frontu chłodnego i frontu ciepłego. Na mapach synoptycznych okluzje oznacza się linią fioletową lub brązową z półkolami i trójkątami.

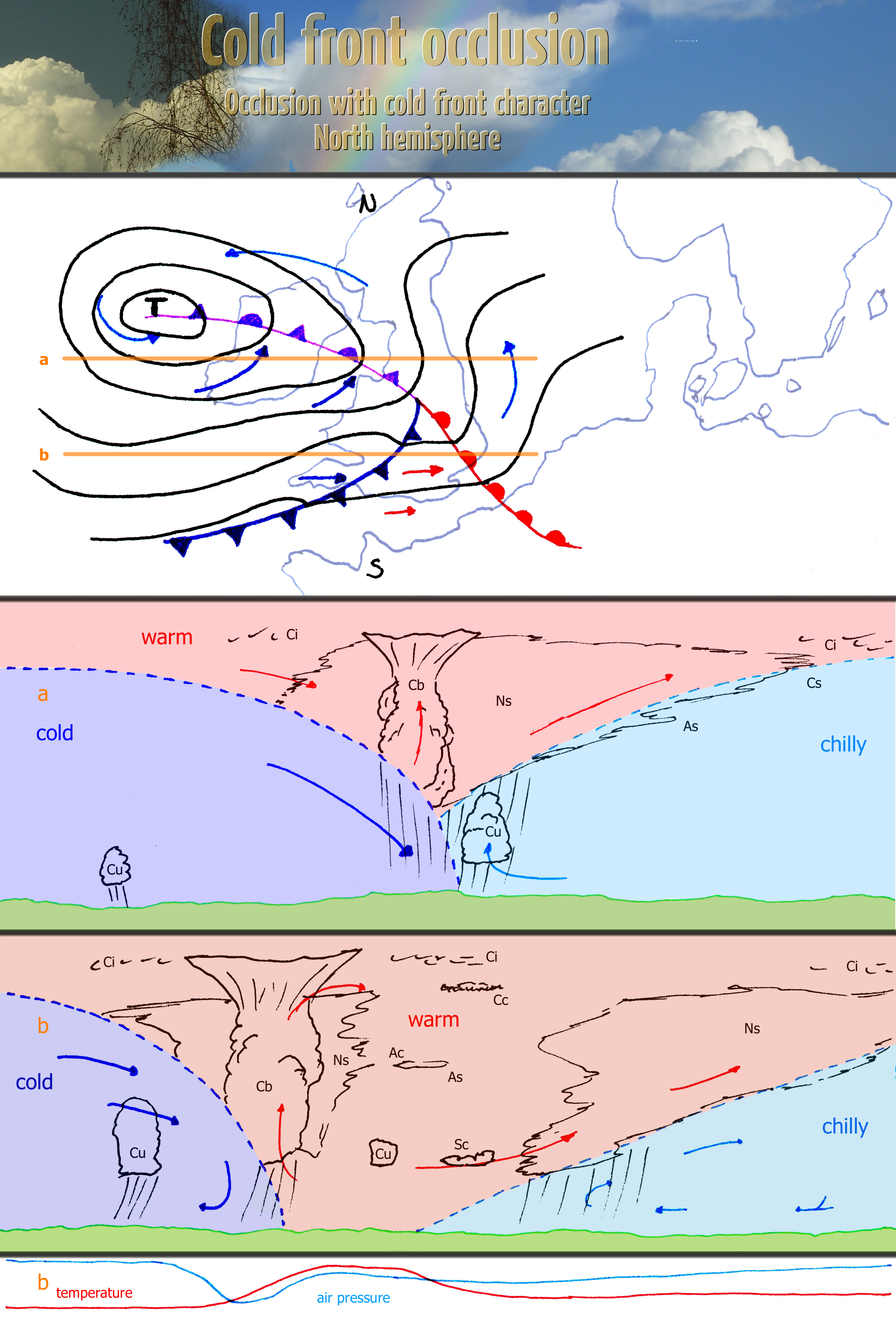
Okluzja chłodna

Ponieważ front ciepły jest frontem powolnym, a chłodny to front szybki, czasami dochodzi do sytuacji, że oba rodzaje frontów spotykają się ze sobą. Gdy front chłodny dogoni front ciepły i powietrze chłodne za frontem chłodnym jest chłodniejsze od powietrza chłodnego przed frontem ciepłym, zachodzi okluzja chłodna. Powierzchnia frontu chłodnego wpełza wtedy pod powierzchnię frontu ciepłego wypychając ją do góry. Powstaje zachmurzenie typowe dla obu rodzajów frontów.

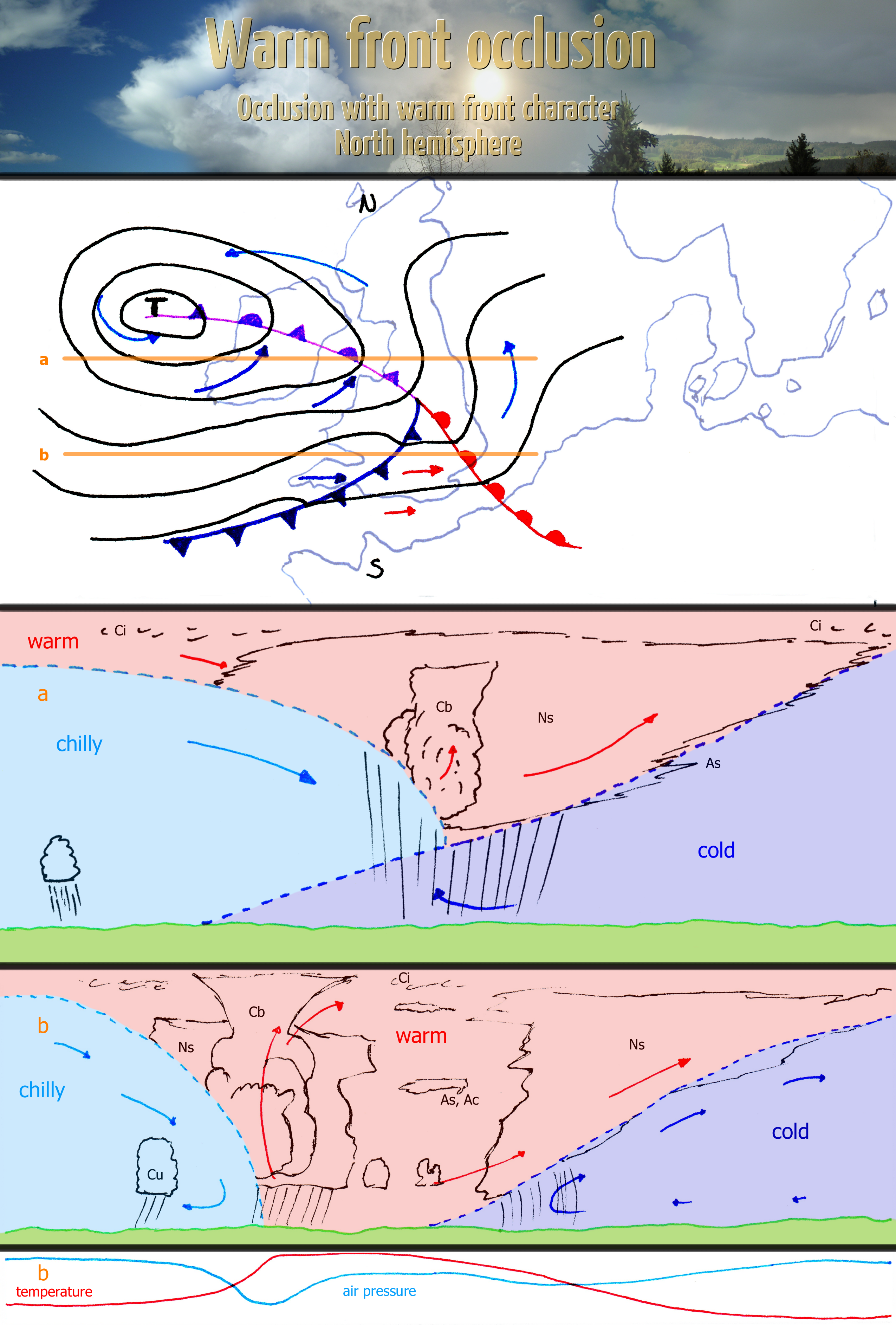
Okluzja ciepła

Jeżeli natomiast front chłodny doganiający front ciepły będzie miał za sobą powietrze cieplejsze niż przed frontem ciepłym, powstaje okluzja ciepła. Powierzchnia frontu chłodnego wspina się na powierzchnie frontu ciepłego. Tu również zachmurzenie jest mieszane.